# Circus Montana
Der Circus Montana ist ein deutsches Zirkusunternehmen mit Standort in Osthofen, das seit der Gründung 1976 auch unter dem Namen Schwarzwaldzirkus bekannt ist. Montana wird von der Artistenfamilie Frank als reiner Familienbetrieb geführt. Seit bereits acht Generationen ist die Familie Frank eine Zirkusfamilie.

## Allgemeines
Gegründet wurde das Unternehmen von Gerhard Frank und Ilka Sperlich am 1. Januar 1976 in Emmendingen mit nur sieben Mitarbeitern. Gerhard Frank war bis dahin beim Circus Alberti tätig, Ilka Frank beim Circus Arena.
Die derzeitige Leitung hat Monty Frank, die Stellvertretung sein Bruder Manuel Frank. Im Unternehmen sind etwa 30 Personen in drei Familien beschäftigt, davon 16 in der Manege. Von März bis Oktober jeden Jahres besucht der Zirkus ungefähr 40 Städte. Das Zirkuszelt ist ein großes Vier-Mast-Zelt, das Platz für bis zu 600 Besucher bietet.

## Filmografie
An mehreren Folgen der Serie Die Schwarzwaldklinik waren einzelne Artisten des Zirkusses beteiligt, so zum Beispiel an den Folgen Die fromme Lüge (Folge 16, 1986) und Hochzeit mit Hindernissen (Folge 70, 1989).
Im Jahr 2006 spielte der Circus-Nachwuchsschlagzeuger Adriano Sperlich eine Woche lang in der Heavytones-Kids Band von Stefan Raab in dessen Sendung TV Total. Im Anschluss daran wirkte er auch bei weiteren Produktionen von Raab mit.
Für die Aufnahmen zu Lenßen – Der Film wurde 2009 ein Tag lang im Circus Montana gedreht, der in Dogern am Hochrhein gastierte.
2013 war Circus Montana an der Tatortfolge Zirkuskind beteiligt. Die Schauspielerin Liv Lisa Fries hielt sich drei Wochen im Circus auf, um dessen Abläufe für den Film einzustudieren, wofür sie ein spezielles Training von Sandra Frank erhielt, der Ehefrau von Manuel Frank. Sie entstammt dem Zirkus Hein und hat die Staatliche Schule für Artistik in Berlin besucht. Im Rahmen der Dreharbeiten reiste der Circus für zwei Tage nach Baden-Baden, wo die Feuerspucker und Messerwerfer für den Film ausgebildet wurden. Die Artistin Shannon Frank spielte im Film ein Artistenmädchen, ihre Schwester Charliné Frank war Double für eine Darbietung am Ringtrapez.
In der ARD-Themenwoche erschien 2015 unter Federführung des SWR die Reportage Unterwegs mit einem Familienzirkus, die vom Alltagsleben in einem Familienzirkus berichtet. Dabei wurde die Zirkusfamilie auf ihrer Tournee durch Baden-Württemberg begleitet.

## Attraktionen
Jedes Jahr studieren sowohl die Artisten als auch die Dompteure mit ihren Tieren neue, überwiegend klassische Nummern ein. Renommierte Hauptnummern bleiben jedoch erhalten; dazu zählen die deutschlandgrößte Feuershow in der Manege, Akrobatik an Schlaufen-Tüchern und Trapez sowie Auftritte der Clowns. Des Weiteren gehört der Montana zu den wenigen Zirkussen in Deutschland, die eine eigene Show-Band für Live-Musik haben. In der Winterpause treten viele Artisten des Montana im Lörracher Weihnachtszirkus auf.

## Tiere
Der Zirkus besitzt insgesamt etwa 50 Tiere, darunter Kamele, Arabofriesen, Gänse, Enten sowie Ziegen. Da die Tiere gemäß den Leitlinien des Bundesministeriums für Ernährung, Landwirtschaft und Verbraucherschutz artgerecht gehalten werden und zudem genügend Platz zur Verfügung haben, wurde das Unternehmen für seine Tierhaltung ausgezeichnet und erhielt dementsprechend gute Vermerke im Tierbestandsbuch.